# Franz Nietlispach

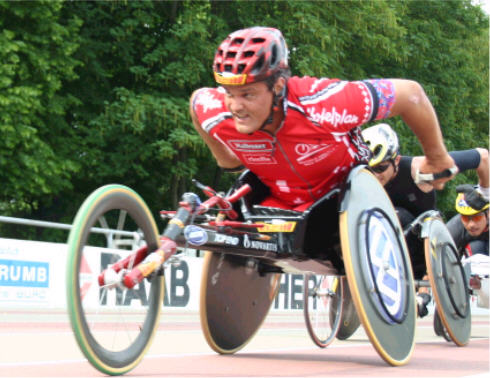
Franz Nietlispach (2004)

Franz Nietlispach (* 2. April 1958 in Muri) ist ein Schweizer Sportler und Politiker (FDP).

## Biografie
Nietlispach ist seit einem Sturz von einem Kirschbaum im Alter von 15 Jahren querschnittgelähmt. Er fährt Rennrollstuhl und Handbike und stellte 2001 mit 2 Minuten 56,61 Sekunden über 1500 Meter den Rekord als schnellster Rollstuhlfahrer der Welt auf. Zu seinen Erfolgen zählen auch 23 Paralympicsmedaillen – davon 14 Goldmedaillen – und 20 Weltmeistertitel. 1988, 1990, 1991 und 1994 wurde er zum Schweizer Behindertensportler des Jahres gewählt. In den Jahren 1995 und 1997 bis 2000 gewann er jeweils die Rollstuhlwertung des Boston-Marathons.
2016 wurde Nietlispach vom IPC als erster Schweizer in die Hall of Fame aufgenommen.
Nietlispach gehörte von 2001 bis 2005 als Abgeordneter der FDP dem Grossen Rat des Kantons Aargau an. 2003 kandidierte er für die FDP bei der Nationalratswahl und kam dabei auf den vierten Platz.
Nietlispach ist verheiratet, hat zwei Kinder und wohnt in Zeiningen. Er arbeitet als Sportreferent bei Novartis.